# Diócesis de Livorno
La diócesis de Livorno (en latín: Dioecesis Liburnensis y en italiano: Diocesi di Livorno) es una circunscripción eclesiástica de la Iglesia católica en Italia. Se trata de una diócesis latina, sufragánea de la arquidiócesis de Pisa. Desde el 18 de octubre de 2007 su obispo es Simone Giusti.

## Territorio y organización

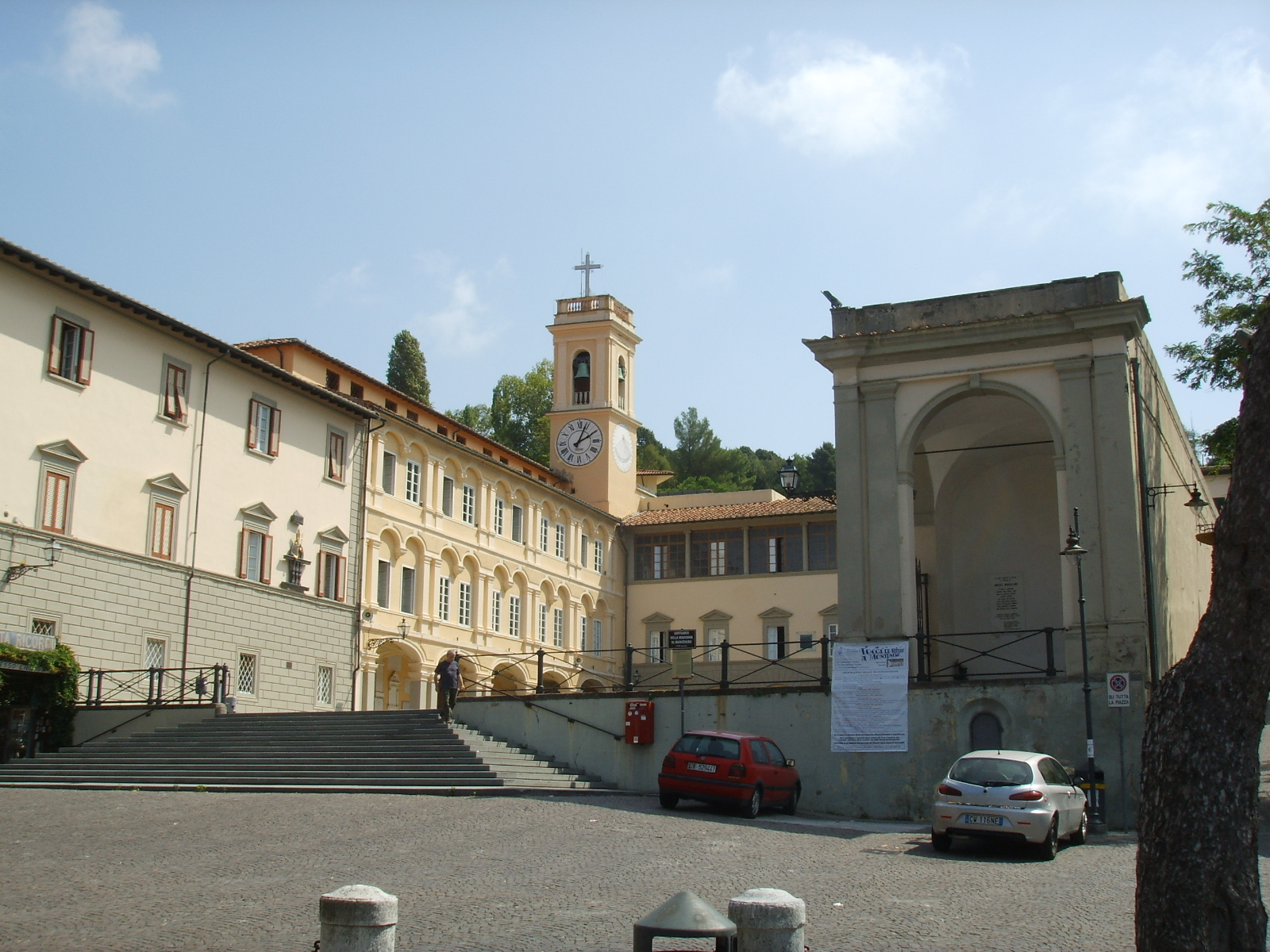
Santuario de Nuestra Señora de las Gracias, en Livorno

La diócesis tiene 250 km² y extiende su jurisdicción sobre los fieles católicos de rito latino residentes en parte de la provincia de Livorno en la región de Toscana, comprendiendo las comunas de Livorno, Rosignano Marittimo, Capraia Isola (conformada por la isla de Capraia) y las fracciones de Stagno, Colognole, Guasticce, Castell'Anselmo, Nugola, Parrana San Giusto y Parrana San Martino de la comuna de Collesalvetti.

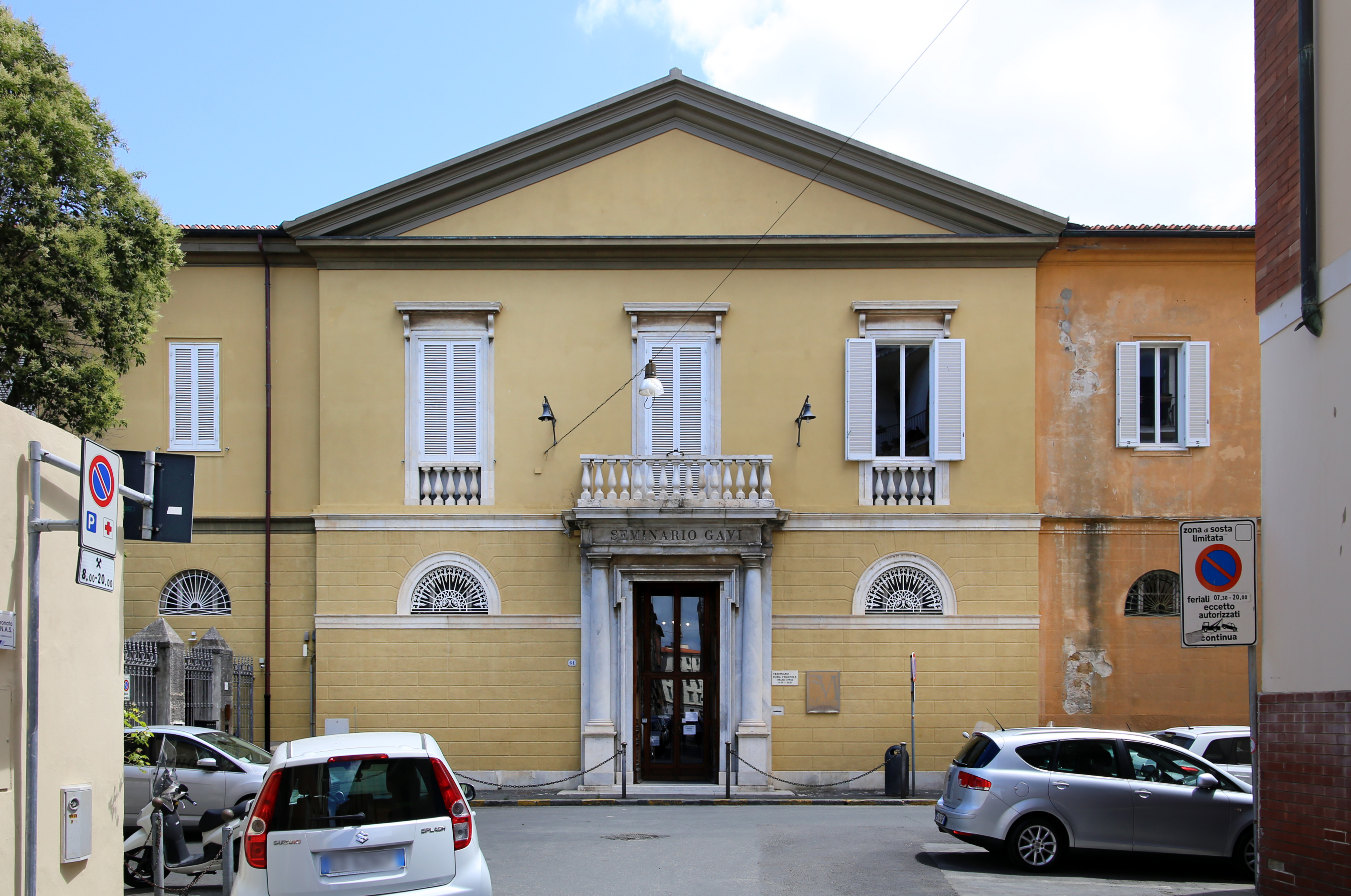
El seminario episcopal “Girolamo Gavi”, sede de la residencia del obispo, las oficinas de la curia, el archivo y la biblioteca diocesana y el museo diocesano Leonello Barsotti

La sede de la diócesis se encuentra en la ciudad de Livorno, en donde se halla la Catedral de San Francisco y el santuario de Nuestra Señora de las Gracias, ubicado en la colina Monte Nero y que fue elevado al rango de basílica menor por el papa Pío VII en 1818.

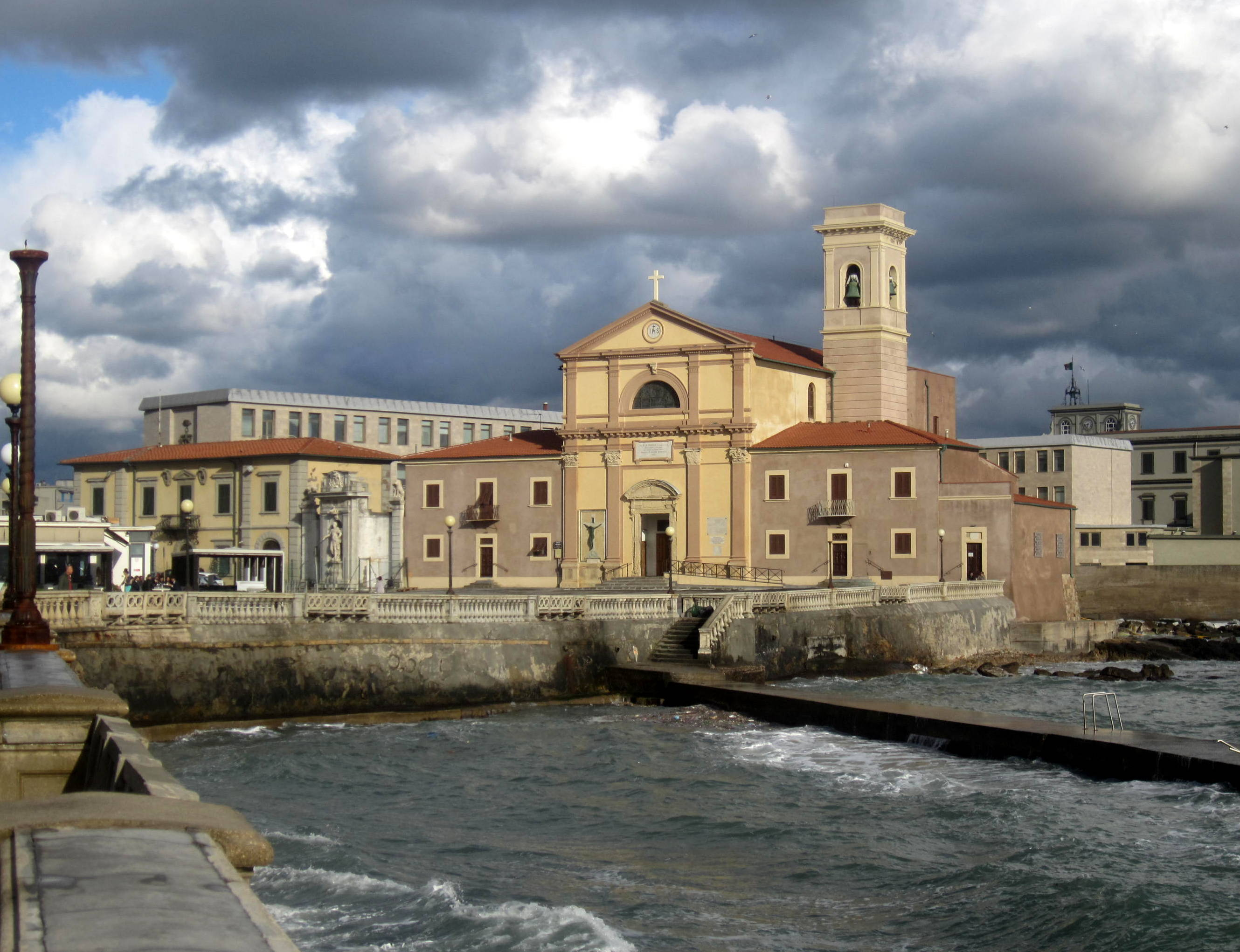
Iglesia de Santiago, en Acquaviva, de origen medieval

En 2023 en la diócesis existían 53 parroquias agrupadas en 6 vicariatos. Los primeros cuatro vicariatos incluyen las parroquias del territorio comunal de Livorno; el quinto vicariato los de la comuna de Rosignano Marittimo; el sexto vicariato las parroquias de las fracciones de Collesalvetti. La parroquia de la isla de Capraia forma parte del primer vicariato. A estas parroquias se añaden otras dos, que no dependen de ningún vicariato, sino que están sujetas al ordinariato militar de Italia: la parroquia de Santa Bárbara de la Academia Naval y la de San Miguel Arcángel de los Paracaidistas.

## Historia
El primer testimonio de una organización eclesiástica en Livorno se remonta al siglo XII, cuando en una bula de papa Inocencio II se menciona el castrum et curtem de Livorna y en un documento posterior se menciona la pieve (es decir, iglesia con baptisterio) de Santa María. La devoción a la Virgen de Montenero se desarrolló a partir del siglo XIV.
En 1606 Livorno obtuvo el título de ciudad y en 1629 la iglesia de San Francisco, futura catedral, obtuvo el rango de colegiata. Su preboste obtuvo del arzobispo de Pisa, bajo cuya jurisdicción dependía Livorno y su territorio, el título de vicario general in spiritualibus para la ciudad de Livorno.
A lo largo del siglo XVIII se intentó que la ciudad fuera gobernada por su propio obispo, a través de peticiones y súplicas de la comunidad civil, del clero local y del propio pueblo. Fue sólo con la ayuda de María Luisa de Borbón-España, reina regente de Etruria, que se erigió la diócesis de Livorno mediante la bula Militantis Ecclesiae publicada por el papa Pío VII el 25 de septiembre de 1806. La nueva diócesis pasó a ser sufragánea de la arquidiócesis de Pisa.
En la bula de erección el papa afirmó que quería llevar a cabo la erección de la diócesis, a pesar del disenso y la oposición manifestada por los capítulos de las catedrales de Pisa, San Miniato y Volterra, de las que la nueva diócesis tomó su territorio. Por problemas burocráticos y fronterizos, la ejecución de la bula no tuvo pleno efecto y el primer obispo, Filippo Ganucci, tomó posesión de la diócesis con sólo 13 de las 31 parroquias erigidas por Militantis Ecclesiae: las demás, hasta el día de hoy, todavía no han sido asignadas a la diócesis de Livorno.
El primer obispo fue Filippo Ganucci, trasladado desde la sede de Cortona. A su muerte la diócesis permaneció vacante durante más de ocho años, hasta el nombramiento del florentino Angiolo Maria Gilardoni en 1821. Le sucedió Raffaello De Ghantuz Cubbe, originario de Alepo, en Siria, quien obtuvo permiso para utilizar el terreno de un antiguo cementerio de la ciudad para construir el seminario episcopal. Las obras comenzaron recién en 1844, cuatro años después de la muerte del obispo. Fue precisamente en 1840 cuando comenzó un nuevo y largo período de sede vacante que duró hasta 1872. En 1848 el papa Pío IX nombró administrador apostólico de la diócesis a Girolamo Gavi de Livorno, obispo titular de Milta.
Del 1924 al 1933 Livorno estuvo unida in persona episcopi a la diócesis de Massa y Populonia con el obispo Giovanni Piccioni.
Durante la Segunda Guerra Mundial Livorno fue sometida a fuertes bombardeos que destruyeron la ciudad. La catedral fue completamente destruida por las bombas, pero fue reconstruida tal como estaba y consagrada por el obispo Giovanni Piccioni el 20 de diciembre de 1953.
En 1947 el papa Pío XII declaró a Nuestra Señora de las Gracias, venerada en el santuario de Montenero, patrona de Toscana.
El 7 de octubre de 1975 la diócesis extendió su jurisdicción a la parroquia de la isla de Capraia, que hasta entonces había pertenecido a la arquidiócesis de Génova.
En marzo de 1982 la diócesis recibió la visita pastoral del papa Juan Pablo II.
En la diócesis se celebraron cuatro sínodos: dos fueron convocados durante el episcopado de Giovanni Piccioni, en 1927 y 1938. El tercero y cuarto sínodos fueron convocados y celebrados por Alberto Ablondi en 1984 y 1996.

## Estadísticas
Según el Anuario Pontificio 2024 la diócesis tenía a fines de 2023 un total de 186 300 fieles bautizados.
| Año                                                                             | Población            | Población | Población      | Sacerdotes | Sacerdotes    | Sacerdotes    | Bautizados por sacerdote | Diáconos permanentes | Religiosos | Religiosos | Parroquias |
| Año                                                                             | Bautizados católicos | Total     | % de católicos | Total      | Clero secular | Clero regular | Bautizados por sacerdote | Diáconos permanentes | Varones    | Mujeres    | Parroquias |
| ------------------------------------------------------------------------------- | -------------------- | --------- | -------------- | ---------- | ------------- | ------------- | ------------------------ | -------------------- | ---------- | ---------- | ---------- |
| 1950                                                                            | 162 000              | 165 000   | 98.2           | 92         | 55            | 37            | 1760                     |                      | 42         | 540        | 39         |
| 1968                                                                            | 200 000              | 204 000   | 98.0           | 152        | 70            | 82            | 1315                     |                      | 118        | 732        | 46         |
| 1980                                                                            | 213 700              | 215 800   | 99.0           | 137        | 75            | 62            | 1559                     | 1                    | 67         | 621        | 49         |
| 1990                                                                            | 222 000              | 225 000   | 98.7           | 127        | 66            | 61            | 1748                     | 7                    | 64         | 530        | 52         |
| 1999                                                                            | 190 000              | 212 753   | 89.3           | 107        | 60            | 47            | 1775                     | 18                   | 57         | 465        | 49         |
| 2000                                                                            | 190 000              | 211 997   | 89.6           | 101        | 62            | 39            | 1881                     | 19                   | 40         | 458        | 49         |
| 2001                                                                            | 189 800              | 211 676   | 89.7           | 102        | 64            | 38            | 1860                     | 19                   | 38         | 454        | 49         |
| 2002                                                                            | 189 000              | 200 519   | 94.3           | 97         | 60            | 37            | 1948                     | 18                   | 38         | 401        | 48         |
| 2003                                                                            | 189 000              | 200 593   | 94.2           | 108        | 69            | 39            | 1750                     | 18                   | 42         | 390        | 46         |
| 2004                                                                            | 189 602              | 195 972   | 96.7           | 112        | 69            | 43            | 1692                     | 19                   | 50         | 388        | 46         |
| 2013                                                                            | 190 329              | 202 477   | 94.0           | 90         | 57            | 33            | 2114                     | 24                   | 36         | 380        | 48         |
| 2016                                                                            | 187 000              | 207 531   | 90.1           | 97         | 60            | 37            | 1927                     | 22                   | 40         | 303        | 48         |
| 2019                                                                            | 187 000              | 201 635   | 92.7           | 99         | 70            | 29            | 1888                     | 21                   | 30         | 279        | 51         |
| 2021                                                                            | 186 560              | 201 578   | 92.5           | 104        | 66            | 38            | 1793                     | 20                   | 39         | 245        | 56         |
| 2023                                                                            | 186 300              | 200 750   | 92.8           | 101        | 63            | 38            | 1844                     | 19                   | 39         | 260        | 53         |
| Fuente: Catholic-Hierarchy, que a su vez toma los datos del Anuario Pontificio. |                      |           |                |            |               |               |                          |                      |            |            |            |

## Episcopologio
- Filippo Ganucci † (6 de octubre de 1806-12 de febrero de 1813 falleció)
  - Sede vacante (1813-1821)
- Angiolo Maria Gilardoni † (13 de agosto de 1821-23 de junio de 1834 nombrado obispo de Prato y Pistoya)
- Raffaello De Ghantuz Cubbe † (23 de junio de 1834-2 de diciembre de 1840 falleció)
  - Sede vacante (1840-1872)[nota 1]
- Giulio Metti, C.O. † (29 de julio de 1872-4 de septiembre de 1874 falleció)
- Raffaele Mezzetti † (21 de diciembre de 1874-20 de agosto de 1880 renunció[nota 2])
- Remigio Pacini † (20 de agosto de 1880-6 de enero de 1886 falleció)
- Leopoldo Franchi † (7 de junio de 1886-11 de febrero de 1898 renunció[nota 3])
- Giulio Matteoli † (24 de marzo de 1898-25 de julio de 1900 falleció)
- Sabbatino Giani † (17 de diciembre de 1900-18 de febrero de 1921 falleció)
- Giovanni Piccioni † (13 de junio de 1921-10 de febrero de 1959 falleció)
- Andrea Pangrazio † (10 de febrero de 1959 por sucesión-4 de abril de 1962 nombrado arzobispo de Gorizia y Gradisca)
- Emilio Guano † (27 de abril de 1962-26 de septiembre de 1970 falleció)
- Alberto Ablondi † (26 de septiembre de 1970 por sucesión-9 de diciembre de 2000 retirado)
- Diego Coletti (9 de diciembre de 2000-2 de diciembre de 2006 nombrado obispo de Como)
- Simone Giusti, desde el 18 de octubre de 2007